# فیرهاون (ماساچوست)
فیرهاون، ماساچوست
فیرهاون(به انگلیسی: Fairhaven) شهرکی در شهرستان بریستول ایالت ماساچوست می‌باشد که در سال ۱۸۱۲ بنیان‌گذاری شده‌است. این شهرک در سرشماری سال ۲۰۱۰ میلادی، ۱۵٬۸۷۳ نفر جمعیت داشته‌است.